# 青山システムコンサルティング
青山システムコンサルティング株式会社（あおやまシステムコンサルティング）は、東京都新宿区箪笥町に本拠を置く日本のITコンサルティングを手掛ける独立系コンサルティングファーム。

## 概要
1995年11月14日、大手監査法人の情報戦略コンサルティング部門から別会社として独立。設立以降は、中堅・中小企業を中心にIT関連のコンサルティング業務を担うほか、出版事業も行っている。同分野を専門とする会社としては、最も歴史がある会社の一つである。IT業界で一定以上経験を積んだコンサルタントのみを採用。創業時からの経営ポリシーを「公正中立」として、「独立した組織（独立資本）であり続ける」、「システム開発をしない」、「代理店ビジネスをしない」とし、恣意的な利益誘導につながらないよう顧客の利益を優先する姿勢を貫いている。クライアントは製造、サービス、IT、卸売、商社、小売、建設・設備・工事業等と属性は多様化している。
現代表の野口浩之は大学卒業後にシステム開発会社に就職し、同社前代表の谷垣康弘を知る。谷垣は野口が在籍するシステム開発会社の取締役・システムコンサルティング部長として業務に携わっていたが共に仕事をするうちに共感を覚え、2005年、同社に入社し、キャリアを積み、2013年には取締役に昇格。2016年、37歳にして代表取締役に就任。経営を引き継ぐ。

## 沿革
- 1995年 - 大手監査法人のシステムコンサルティング部門から独立し、青山システムコンサルティング株式会社を豊島区目白に設立。
- 2004年 - 本社を現在の東京都新宿区箪笥町34番地に移転。
- 2015年 - 『業務効率UP+収益力UP 中小企業のシステム改革』（幻冬舎）を出版。
- 2016年 - 現代表の野口浩之が代表取締役に就任。
- 2020年 - 『勝ち残る中堅・中小企業になる DXの教科書』（日本実業出版社）を出版。
- 2020年 - 「Will Beモデル」（商標登録 第6272163号）を商標登録。
- 2024年
  - 4月13日、ISMS国際規格「ISO/IEC 27001:2022」認証取得[2][3]。
  - 5月29日、『システム外注の知識と実践がこれ1冊でしっかりわかる教科書』（野口浩之、嶋田秀光、池田洋之著 技術評論社）を出版。
  - 7月、大同生命保険の広報誌「one hour」2024年7月号の企画「東洋経済新報社×現場のリアル」に、取締役長谷川智紀のインタビューが掲載される[9]。

## 事業内容
- DX コンサルティング
- IT コンサルティング ／ システムコンサルティング
- IT 戦略策定コンサルティング
- IT システム診断・評価コンサルティング
- IT システム化計画コンサルティング
- IT ベンダー評価・選定サービス
- RFP 作成コンサルティング
- プロジェクトマネジメント
- IT顧問・ITシステムアドバイザリーサービス
- システム監査

より。

## 出版
- 『業務効率UP+収益力UP 中小企業のシステム改革』 (谷垣康弘、野口浩之著 経営者新書 152 幻冬舎、2015年9月18日発行)  ISBN 9784344973176
- 『勝ち残る中堅・中小企業になる DXの教科書』（野口浩之、長谷川智紀著 日本実業出版社 2020年4月発売）ISBN 9784534057723[13][14]
- 『システム外注の知識と実践がこれ1冊でしっかりわかる教科書』（野口浩之、嶋田秀光、池田洋之著 技術評論社 2024年5月29日）ISBN 9784297141967

## 参考サイト
- コロナ禍で中堅・中小企業のデジタル化は待ったなし DXを加速させるための経営者の理想的な姿 - NECソリューションイノベータ